# 卢萨蒂亚
盧薩蒂亞（拉丁语；其他语言名称见下方）是一個位於歐洲大陸中部的地區，其地域橫跨德國、波蘭及捷克三國的疆界。為德國少數民族索布人的聚居地，時自今日，仍然有尋求索布族獨立的組織在這地區活躍着。傳統上分為上盧薩蒂亞及下盧薩蒂亞。
卢萨蒂亚現今仍然保留許多當年索布人留下的文化傳統，像是復活節騎行。湛蓝彩服与陶器則是當地的特色土產。

## 名称
根據不同語言可音譯為：
- 拉丁語：盧薩蒂亞（Lusatia）
- 上索布語：武日察（Łužica，發音：[ˈwuʒitsa]）
- 下索布語：武日察（Łužyca，發音：[ˈwuʒɨtsa]）
- 德語：勞西茨（Lausitz，發音：[ˈlaʊzɪts] ⓘ）
- 捷克語：盧日采（Lužice，發音：[ˈluʒɪt͡sɛ]）
- 波蘭語：武日采（Łużyce，發音：[wuˈʐɨt͡sɛ] ⓘ）

## 參看
- 索布人
- 索布语
- 西斯拉夫语支
- 施普雷河
- 奧得河